# Johann-Sebastian-Bach-Wald
Der Johann-Sebastian-Bach-Wald ist ein Wald an der Westseite des Störmthaler Sees bei Leipzig, dessen Anpflanzung vom Bachfest Leipzig unterstützt wird.

## Hintergrund

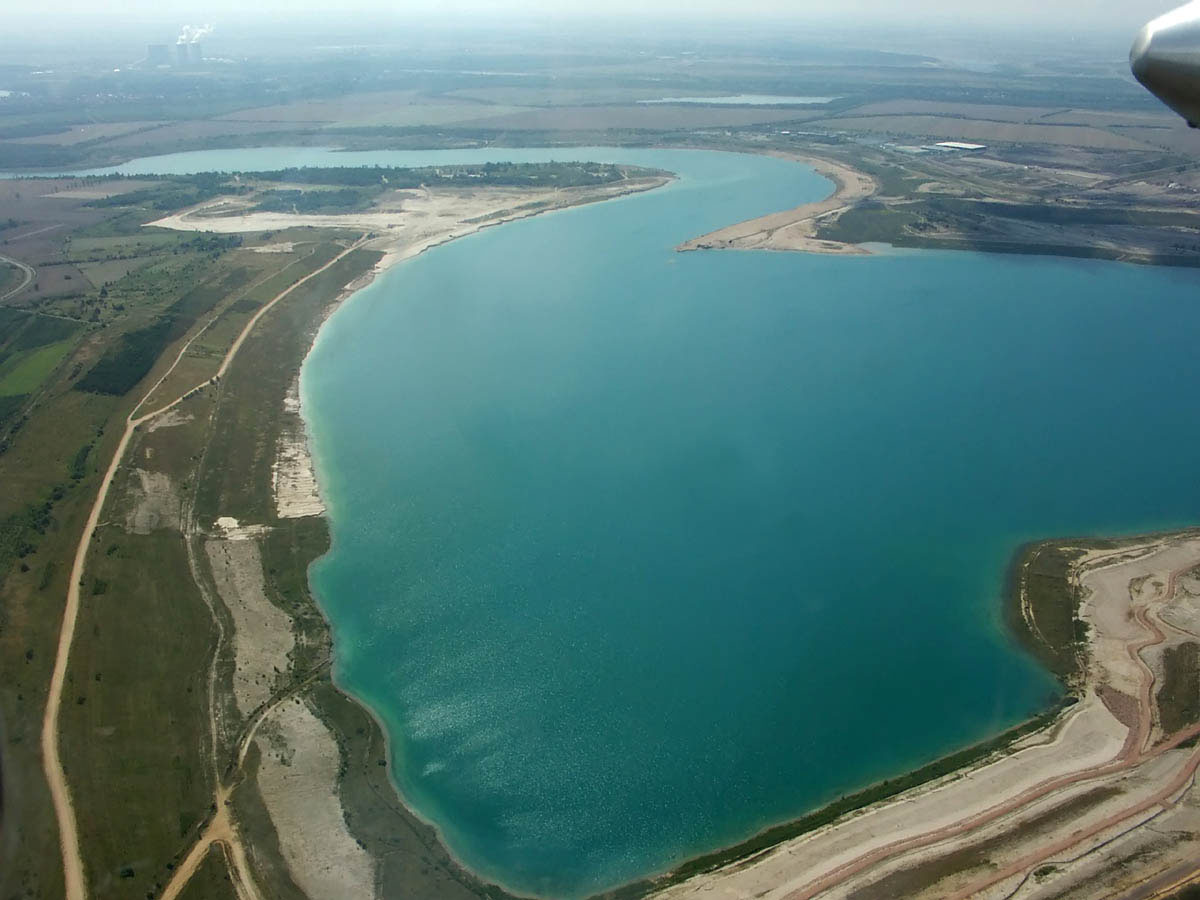
Störmthaler See nach Westen, der Johann-Sebastian-Bach-Wald entsteht an der Landspitze rechts im Bild

Zum im Juni stattfindenden Bachfest Leipzig reisen jährlich ca. 70.000 Besucher an. Ca. 40 % kommen davon aus dem Ausland, im Durchschnitt legen die Besucher bei der Anreise 650 km zurück. Um seinen ökologischen Fußabdruck zu reduzieren, unterstützt das Bachfest die Anpflanzung eines Johann Sebastian Bach gewidmeten Waldes am Westufer des Störmthaler Sees. Der Wald soll insgesamt 29 ha umfassen. In den Jahren von 2013 bis 2018 wurden bereits 9 ha gepflanzt. Bis zum Jahr ist 2026 die Anpflanzung von 126.000 Bäumen und über 3.600 Sträuchern vorgesehen, so dass der Wald einmal bis zu 290 Tonnen Kohlendioxid pro Jahr binden kann. Projektträger ist die gemeinnützige Stiftung Wald für Sachsen, die seit 25 Jahren Aufforstungsprojekte durchführt und in Sachsen bereits 1.000 ha Wald angepflanzt hat.
Der Störmthaler See ist eine Teilfläche des ehemaligen Tagebaus Espenhain, der ab 1994 stillgelegt wurde.

## Finanzierung
Zur Finanzierung hat das Bachfest eine Crowdfunding-Kampagne initiiert, um zunächst die Mittel für die Aufforstung von weiteren 3 ha einzuwerben. Die Kampagne lief zwischen dem 23. Oktober und 6. Dezember 2020. Das Finanzierungsziel von 50.000 Euro konnte mit 54.834 Euro übertroffen werden. Darüber hinaus werden Spenden eingeworben. Es wird diskutiert, auf die Ticketpreise künftiger Bachfeste einen Beitrag für den Bachwald aufzuschlagen.

## Johann Sebastian Bach und Störmthal

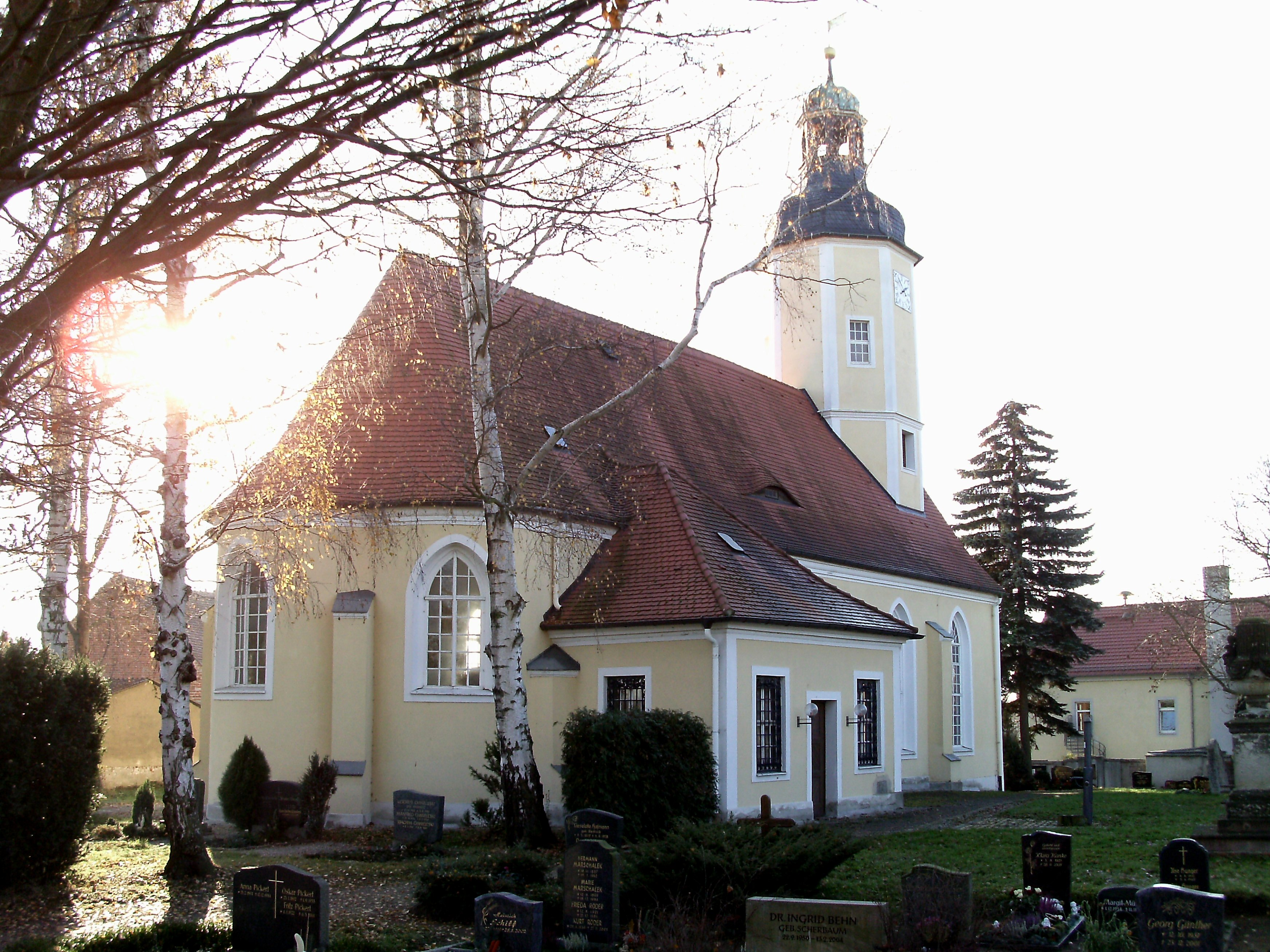
Kirche Störmthal

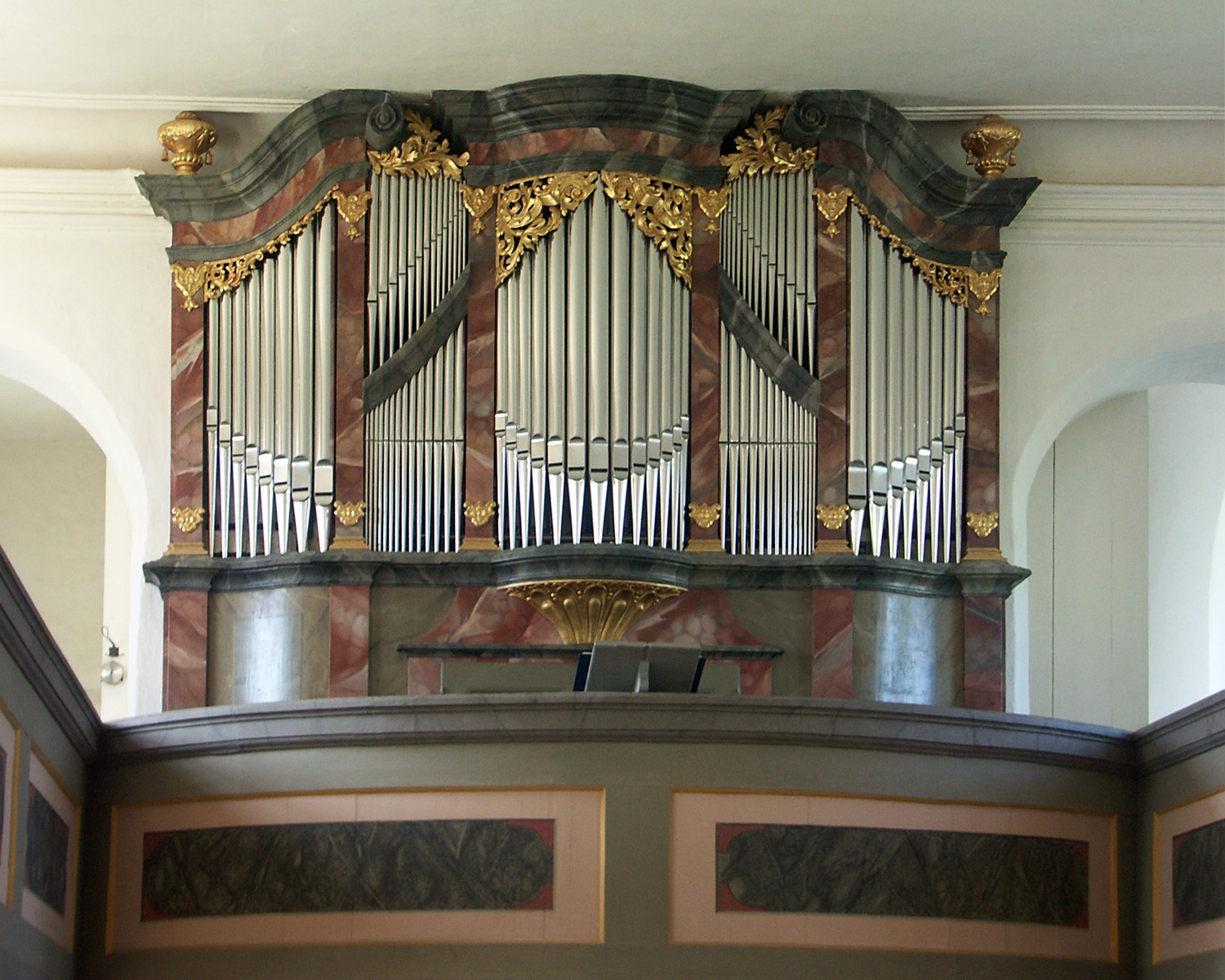
Hildebrandt-Orgel Störmthal

Nachdem Johann Sebastian Bach Thomaskantor geworden war, war eine seiner ersten Aufgaben die Prüfung der von Zacharias Hildebrandt in der Störmthaler Kirche neu erbauten Orgel. Bach äußerte sich lobend über die Orgel. Sie wurde 1723 mit der von Bach eigens für diesen Zweck komponierten Kantate Höchsterwünschtes Freudenfest (BWV 194) eingeweiht. Die Störmthaler Hildebrandt-Orgel ist eine der wenigen Orgeln, auf denen Johann Sebastian Bach gespielt hat und die weitgehend im Originalzustand erhalten sind. Sie ist deshalb ein wichtiges Zentrum der Bachpflege.